# Dicholaphis delicata
Dicholaphis delicata är en korallart som först beskrevs av Sôichirô Kinoshita 1907.  Dicholaphis delicata ingår i släktet Dicholaphis och familjen Primnoidae. Inga underarter finns listade i Catalogue of Life.